# Carlantino
Carlantino là một đô thị thuộc tỉnh Foggia trong vùng Puglia của Ý. Đô thị này có diện tích 34 km², dân số 1294 người.
Đô thị này giáp với các đô thị sau: Casalnuovo Monterotaro, Celenza Valfortore, Colletorto, Macchia Valfortore, Sant'Elia a Pianisi.